# Grimstorp
Grimstorp est une localité de Suède située dans la commune de Nässjö du comté de Jönköping. Elle couvre une superficie de 0,45 km2. En 2010, elle compte 344 habitants.